# Разковничеви
Разковничевите (Marsileaceae) са семейство водни и полуводни папратовидни растения. Те често растат на гъсти туфи в калта по бреговете на вирове и потоци или потопени в плитка вода с част от листата, плаващи на повърхността. Преживяват зимата или сухия сезон, като губят листата си и образуват твърди и устойчиви на сушата размножителни органи.
Семейство Marsileaceae включва само три рода. Повечето видове (около 45-65) влизат в род Marsilea, разпространен в тропическите и топлите части на умерените зони по целия свят. Род Regnellidium включва само един съществуващ и днес вид, растящ в Южна Бразилия и съседните части на Аржентина. Pilularia, включващ 6 известни вида, е широко разпространен в умерените зони на Северното и Южното полукълбо. Marsileaceae са най-тясно свързани със семействата Salviniaceae и Azollaceae, но техните представители не се вкореняват в почвата, а плават свободно по водната повърхност.
Marsileaceae притежават много от основните структурни характеристики на папратите, но различията са по-лесно забележими. Те имат дълги ризоми, пълзящи по повърхността или под земята. Листата им растат на групи, обособени в отделни раздалечени възли по дължината на ризома. В резултат на това, за разлика от останалите папрати, в общия вид на Marsileaceae не преобладават листата. Повечето корени израстват от същите възли, както листата, макар че те могат да растат и на други места по дължината на ризома.
Листата са най-лесните за наблюдение части на Marsileaceae. Те имат дълга дръжка, завършваща с нула, две, четири или шест листчета. Броят на съставните листчета е различен при отделните родове и се използва за тяхната идентификация. При Pilularia листата са тесни, цилиндрични и се стесняват към върха. При Regnellidium те имат две широки листчета, а при Marsilea – четири (понякога и шест), наподобявайки четирилистна детелина. Частите на листа на Marsilea не се появяват едновременно, а две по две, като всяка двойка е разположена малко по-високо от предишната.